# Blanc de Chine

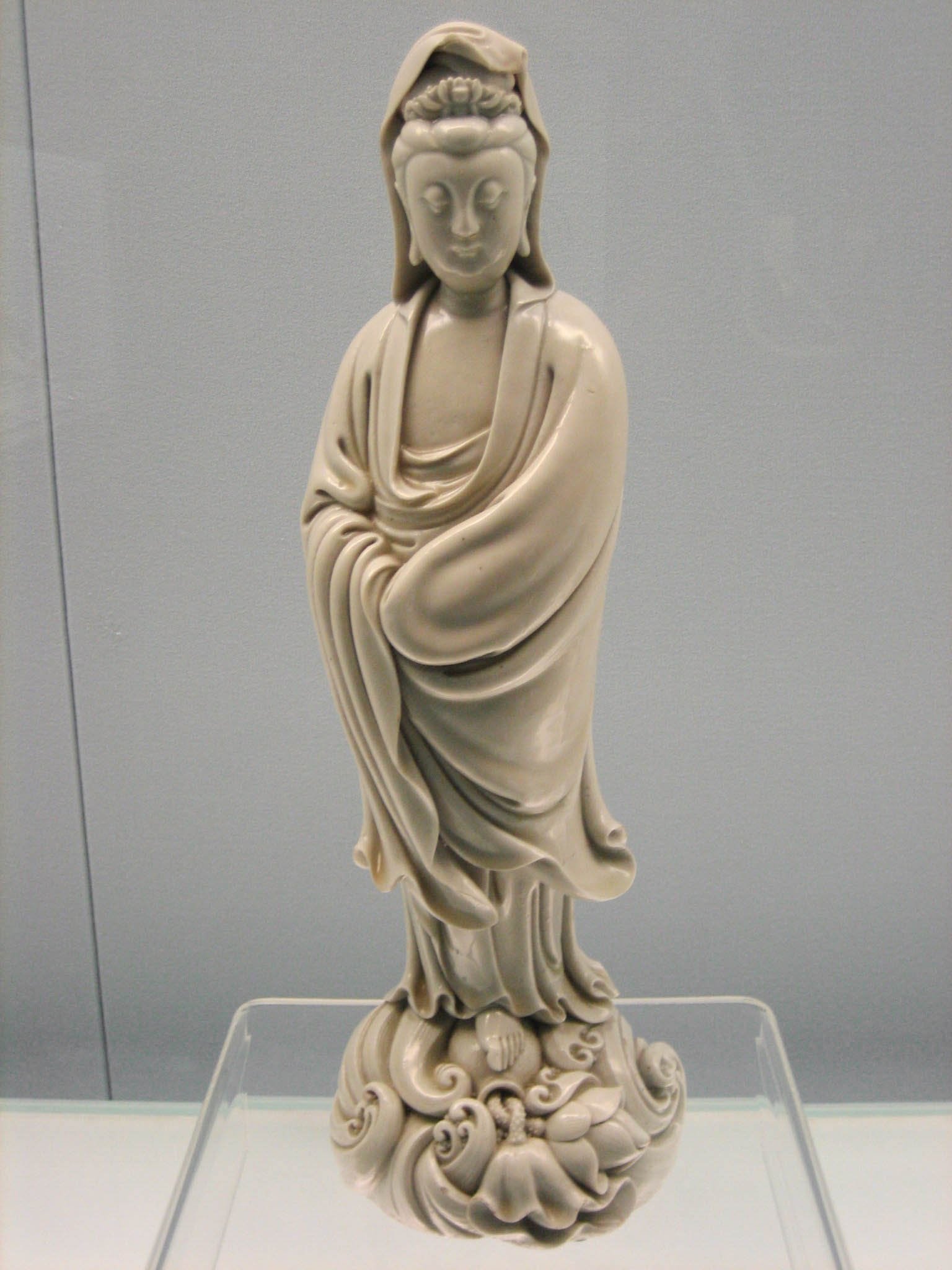
Figurka Guanyin wykonana przez He Chaozonga. Dynastia Ming, początek XVII w. Muzeum Szanghajskie

Blanc de Chine – pochodząca z języka francuskiego nazwa białej chińskiej porcelany, produkowanej w mieście Dehua w prowincji Fujian.
W Dehua porcelanę wytwarzano już w czasach dynastii Song, jednak okres upowszechnienia się białej porcelany przypada na XVII wiek. Zaczęto wtedy wyrabiać ją na masową skalę na skutek dużego zapotrzebowania na nią (szczególnie na figurki) kupców europejskich. Po odkryciu w XVIII wieku europejskiej techniki wyrobu porcelany blanc de Chine było kopiowane w manufakturach europejskich.